# Aéroports de Paris
Groupe ADP, anteriormente denominado Aéroports de Paris ou ADP (Paris Airports), é uma operadora de aeroportos internacionais com sede em Paris (França). O Groupe ADP é proprietário e gerencia os aeroportos internacionais parisienses Charles de Gaulle (CDG), Orly (ORY) e Le Bourget (LBG), todos reunidos sob a marca Paris Aéroport desde 2016.
O Groupe ADP opera 26 aeroportos internacionais. É proprietário de 46,1% da TAV Airports Holding e detém 8% do Grupo Schiphol. O Groupe ADP é de propriedade da empresa Aéroports de Paris, que é listada publicamente na Euronext Paris (SBF 120 e mid 60).